# Alberto Bragaglia
Alberto Bragaglia (Frosinone, 26 gennaio 1896 – Anzio, 30 aprile 1985) è stato un pittore italiano.

## Biografia
La sua opera, contributo essenziale al Futurismo Europeo, lo qualifica e lo impone come protagonista notevole dell’avanguardia del primo Novecento italiano.
Alberto Bragaglia è figlio dell'ingegnere Francesco e di Maria Tassi Visconti, nobildonna romana. La famiglia Bragaglia vive a Roma dal 1903, in via dei Banchi Vecchi. Frequenta il ginnasio Visconti. Frequenta lo studio di pittura di Amedeo Bocchi e di Umberto Boccioni. Nel 1920 si laurea in giurisprudenza e nel 1923 in filosofia; nello stesso anno muore sua madre. Inizia la carriera dell'insegnamento nei licei statali, che protrarrà fino al 1966. Gli insegnamenti degli ultimi anni furono nelle materie di storia e filosofia al Liceo scientifico Cavour di Roma.

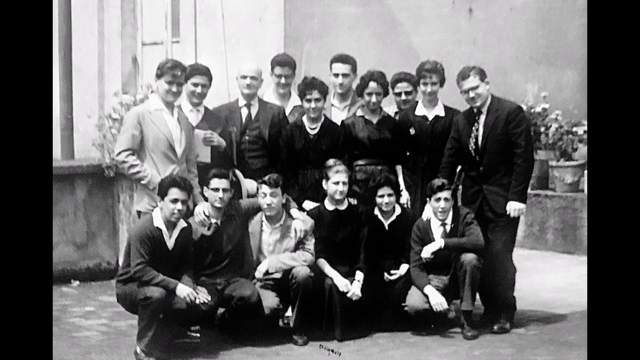
Liceo Cavour Sezione H 1960/61

Nel 1926 si sposa con Ines Desideri, detta Nessy. Ebbe due figli, Francesco Maria e Leonardo; quest’ultimo si accorse della genialità del padre e, grazie a lui, molti articoli sono stati pubblicati e le mostre hanno riscosso attenzione di critica.

### Casa d'arte Bragaglia
Mente geniale, vasta cultura, fantasia estetica speculativa di indirizzo rivoluzionario, ma carattere indipendente; autore della Panplastica e della Policromia Spaziale Astratta, elaborò con la pittura queste teorie scandendo un ritmo differente dalla “eterna velocità onnipresente” e dalla “violenza travolgente e incendiaria” del Futurismo di Marinetti.
Il Pictor Philosophus Bragaglia ha partecipato al movimento futurista accanto a Boccioni e Balla (nel 1910, suo primo anno del liceo classico, Bragaglia frequenta lo studio dei pittori Bocchi e Boccioni, ritrovandosi nel mezzo del movimento Futurista), proseguendo poi la sua ricerca lontanissimo da tutti gli schematismi novecenteschi.
Nel 1918, in via Condotti 21, fu fondata la Casa d'arte Bragaglia dai fratelli Anton Giulio e Carlo Ludovico, galleria d'arte indipendente. Ivi si esposero le opere di Giacomo Balla;  Umberto Boccioni, Francesco Cangiullo, Giorgio De Chirico, Antonio Sant'Elia, Fortunato Depero, Mario Sironi, Lorenzo Viani, Julius Evola, Ottone Rosai, Massimo Campigli, Filippo De Pisis.